# Мануел Алеґре
Мануел Алеґре де Мелу Дуарте (порт. Manuel Alegre de Melo Duarte; нар. 12 травня 1936, Агеда, Португалія) — португальський поет, прозаїк і політик. Кандидат в президенти на виборах 2006 року (посів друге місце з 20,7 % голосів) та 2011 (знову друге місце з 19,76 % голосів). Член Соціалістичної партії Португалії. Лауреат Премії Камоенса 2017 року.

## Біографія
Під час навчання на юридичному факультеті Коїмбрського університету став противником диктаторського уряду Антоніу де Олівейри Салазара, був активним членом Associação Académica de Coimbra. Був призваний на військову службу, яку відбував на Азорських островах, а згодом у Анголі, де за участь у підготовці до збройного повстання був заарештований. Після ув'язнення в одній з тюрем Луанди повернувся до Коїмбри. З 1964 року виїхав з країни. Наступні 10 років провів у Алжирі, де працював на опозиційній португаломовній радіостанції Voz de Liberdade/Голос свободи. Під час режиму Салазара книжки Алеґре були заборонені й поширювалися самвидавом. 1974 року Алеґре повернувся до Португалії через тиждень після початку Революції гвоздик.
Невдовзі Алеґое вступив до Соціалістичної партії Португалії й 1975 року був обраний до парламенту. Нині (стан 2020 року) займає посаду віцепрезидента парламенту та є членом Державної ради Португалії, дорадчого органу при Президенті Португалії.
Чимало віршів Алеґре було покладено на музику. Одна з пісень на його слова перемогла 1976 року в конкурсі Festival RTP de Canção і представляла ПОртугалію на Eurovision Song Contest.
2004 рогу він програв вибори голови соціалістичнохї партії, поступившись Жозе Сократешу.
2005 року в Коїмбрі на його честь було відкрито статую.
24 вересня 2005 року оголосив, що братиме участь в президентських виборах, хоча його партія вирішила підтримати кандидатуру Маріуо Суареша Під час виборів 22 вересня 2006 року набрав 20,6 % голосів виборців і посів друге місце.

## Твори

### Поезія
- 1965 — Praça da Canção
- 1967 — O Canto e as Armas
- 1971 — Um Barco para Ítaca
- 1976 — Coisa Amar (Coisas do Mar)
- 1979 — Nova do Achamento
- 1981 — Atlântico
- 1983 — Babilónia
- 1984 — Chegar Aqui
- 1984 — Aicha Conticha
- 1991 — A Rosa e o Compasso
- 1992 — Com que Pena — Vinte Poemas para Camões
- 1993 — Sonetos do Obscuro Quê
- 1995 — Coimbra Nunca Vista
- 1996 — As Naus de Verde Pinho
- 1996 — Alentejo e Ninguém
- 1997 — Che
- 1998 — Pico
- 1998 — Senhora das Tempestades
- 1999 — E alegre se fez triste
- 2001 — Livro do Português Errante
- 2008 — Nambuangongo, Meu Amor
- 2008 — Sete Partidas
- 2015 — Bairro Ocidental
- 2017 — Auto de António

### Проза
- 1989 — Jornada de África
- 1989 — O Homem do País Azul
- 1995 — Alma
- 1998 — A Terceira Rosa
- 1999 — Uma Carga de Cavalaria
- 2002 — Cão Como Nós
- 2003 — Rafael

### Дитяча література
- 2007 — Barbi-Ruivo, O meu primeiro Camões, ilustrações de André Letria, Publicações Dom Quixote, 1ª edição, Novembro de 2007
- 2009 — O Príncipe do Rio, ilustrações de Danuta Wojciechowska, Publicações Dom Quixote, Abril de 2009
- 2015 — As Naus de Verde Pinho: Viagem de Bartolomeu Dias contada à minha filha Joana. Prémio de Literatura Infantil António Botto

### Інше
- 1997 — Contra a Corrente (промови і політичні тексти)
- 2002 — Arte de Marear (есе)
- 2006 — O Futebol e a Vida, Do Euro 2004 ao Mundial 2006. (хроніки)
- 2016 — Uma outra memória — A escrita, Portugal e os camaradas dos sonhos